# Género (ciencias sociales)

Separación por género de los baños públicos modernos.

El vocablo género (del lat.   (genus, -ĕris) es un término técnico específico en las ciencias sociales que alude al «conjunto de características diferenciadas que cada sociedad asigna a hombres y mujeres». Remite a una categoría relacional y no a una simple clasificación de los sujetos en grupos identitarios; según la Organización Mundial de la Salud, se refiere a «los roles socialmente construidos, comportamientos, actividades y atributos que una sociedad considera como apropiados para hombres y mujeres», orientado a visibilizar aquellas diferencias y desigualdades sociales entre hombres y mujeres que provienen del aprendizaje, así como los estereotipos, los prejuicios y la influencia de las relaciones de poder en la construcción de los géneros.
Se trata entonces de una construcción social y no de una separación de roles natural e inherente a la condición biológica de los sujetos —características anatómico-fisiológicas—, por lo que la analogía o sinonimia semántica entre los términos «género» y «sexo» es errónea. Dentro de las causas de la confusión de "género" y "sexo", se ha señalado la prolongada práctica de socializar lo biológico y biologizar lo social; tal posición no sería aislada, y su frecuencia ha llevado a que algunos investigadores reconozcan que el término «género» sea «mal utilizada como sinónimo culturalista de sexo, a tal punto que no es infrecuente oír hablar de dos «géneros», el género femenino y el masculino, como si existiera una correspondencia exacta y automática con los sexos femenino y masculino. Diversas culturas, tanto antiguas como actuales, han reconocido la existencia de más de dos géneros, negando el binarismo de género, así como la posibilidad de las personas de alternar entre géneros, en tanto que algunas corrientes proponen la supresión del género mismo. Las personas que no se sienten identificados con un género en particular y alternan diversas identidades de género, se denominan de "género fluido" (gender fluid).
Si bien algunas personas consideraron que la palabra inglesa gender no debía traducirse al español como "género", el Diccionario panhispánico de dudas indicó en 2005 que este significado del término era válido en la lengua española, al igual que expresiones como estudios de género, discriminación de género y violencia de género, siempre que se utilizasen con un sentido técnico. Finalmente el concepto fue incluido en la edición de 2014 del Diccionario de la lengua española, indicando que el tercer significado de la palabra "género" se refiere al "grupo al que pertenecen los seres humanos de cada sexo, entendido este desde un punto de vista sociocultural en lugar de exclusivamente biológico".

## Origen conceptual
Resulta complejo determinar la evolución teórica del término «género» en las ciencias sociales, expresión derivada del anglicismo gender que tradicionalmente —al igual que su homólogo en español con el que comparte el mismo origen etimológico desde el latín genus— tenía un sentido puramente gramatical.
La categoría de género tendría sus raíces en los debates antropológicos y sociológicos de la primera mitad del siglo XX que indicaban que la conducta humana era aprendida y no se encontraba predefinida por los genes, mientras que la inserción del concepto dentro del campo de las ciencias sociales sería posterior. Tales debates precedieron a la «medicalización del sexo» ocurrido aproximadamente entre 1885-1910, fase donde apareció «una nueva forma de entender y hablar sobre la sexualidad humana», perspectiva nueva que se alejaba de los juicios meramente prácticos de los actos sexuales —descendencia, placer, lo socialmente aceptable—, y que nacía conjuntamente con la psicología y psiquiatría, por lo que las voces autorizadas para hablar de sexualidad provenían del mundo médico. Fue en esta época donde se comenzó a utilizar los términos tales como «homosexual» y «heterosexual».
Ya antes Francis Galton había hecho su aporte al debate tras publicar English Men of Science: Their Nature and Nurture en 1874, texto que instalaría un tema recurrente en el ámbito de las ciencias sociales en cuanto a los roles de los determinantes biológicos de la conducta de cualquier individuo comparados con los aprendidos —natura-nurtura (naturaleza versus crianza)— y que le daría sentido en décadas posteriores a los estudios de género.
Desde la antropología, Margaret Mead sería una de las pioneras en abordar en términos generales la temática en las ciencias sociales al publicar en 1928 Coming of age in Samoa: A study of adolescence and sex in primitive society, texto donde aborda las implicancias culturales detrás de la noción de lo que posteriormente sería género. En 1935, lanzaría Sexo y temperamento en tres sociedades primitivas en donde describe los roles sociales y características del comportamiento de varones y mujeres en tres sociedades de Nueva Guinea: los arapesh, los mundugumor y los tchambuli (o chambri). Las dos primeras tienen en común que no existen diferencias sociales entre varones y mujeres.
El trabajo de Mead sugirió que no existía correspondencia natural estricta entre sexo y temperamento, por lo que se alejaba a la tradición antropológica de la época que la daba por cierta; luego, algunos indican que la contribución de Mead al concepto «género» se encontraría en la idea de que el comportamiento de un individuo y sus diferencias en cuanto al sexo de pertenencia puede variar en función de ciertas circunstancias específicas o la propia cultura. Los estudios y conclusiones de Margaret Mead sobre la relación entre cultura y naturaleza han influenciado en parte los estudios sociales y particularmente los estudios del rol de género; las críticas de Derek Freeman al trabajo de Mead no han sido compartidas o han sido consideradas exageradas por la mayoría de la comunidad científica.
Los trabajos de John Money y Robert Stoller se abocaron a formalizar las distinciones existentes entre los constructos «sexo» y «género», dentro la sexología, realizando para ello tanto un análisis de sus mecanismos biológicos como de las influencias culturales involucradas, utilizando el término «género».

### John Money
La distinción entre el medicalizado «sexo» y la categoría «género» apareció a partir de la segunda mitad del siglo XX. Uno de los primeros autores que habría utilizado tal término en un sentido distinto al gramatical fue el controvertido psicólogo John Money, quien desde mediados de la década de 1950 introdujo numerosas acepciones relacionadas con el género en artículos de revistas especializadas, muchas de ellas como resultado de sus estudios sobre el hermafroditismo.
El primero de sus trabajos donde apareció el término fue Hermaphroditism, gender and precocity in hyperadrenocorticism: Psychologic ﬁndings de 1955, donde se refirió a los comportamientos tópicos asociados a la identidad masculina o femenina de las personas, donde intervendrían factores sociobiológicos.

«The term gender role is used to signify all those things that a person says or does to disclose himself or herself as having the status of boy or man, girl or woman, respectively. It includes, but is not restricted to, sexuality in the sense of eroticism.»
«La expresión rol de género se usa para significar todas aquellas cosas que una persona dice o hace para revelar que él o ella tiene el estatus de niño u hombre, o niña o mujer, respectivamente. Esta incluye, pero no está restringida, a la sexualidad en el sentido de erotismo».
John Money (1955).

### Robert Stoller
Posteriormente en 1963, Robert Stoller introdujo la distinción sexo/género en el 23.er Congreso Psicoanalítico Internacional de Estocolmo tras buscar «una palabra para poder diagnosticar aquellas personas que, aunque poseían un cuerpo de hombre, se sentían mujeres», con el fin de precisar el concepto de identidad de género con respecto al término identidad sexual, que en su opinión era más ambiguo. Parte de la visión de Ralph Greenson habría influenciado la concepción Stolleriana.
La tesis fundamental detrás de este autor es que «no existe dependencia biunívoca e inevitable entre géneros y sexos, y por el contrario, su desarrollo puede tomar vías independientes»; por lo que su trabajo ahondó en aquellos aspectos psicológicos y del entorno de un individuo, realizando una de las primeras distinciones sexo/género dentro de la teoría freudiana.

### El feminismo y los estudios de género
El auge de los estudios feministas en la década de 1970 comenzó a impulsar en el mundo anglosajón el término gender desde un punto de vista específico: las diferencias sociales y culturales, en oposición a las biológicas existentes entre hombres y mujeres; aquí se pueden encontrar los trabajos de Kate Millett, Germaine Greer, Ann Oakley y Nancy Chodorow, entre otras. El uso del término «género» también se generalizó una década más tarde en el mundo feminista español, especialmente con un sentido social y cultural.
Kate Millett, fue una de las feministas radicales de la década del 70, quien en su libro Política sexual realiza un análisis de la sexualidad, la política y el género desde el punto de vista biológico, sociológico, antropológico, económico, mitológico y literario entre otros. Para Millet, el sexo es biológico y el género un constructo social. A la hembra humana se la educa para que sea "femenina" y al macho humano para que sea "masculino". Es considerada como una de las autoras que ha definido de la forma más clara y precisa el término género como "aquel constructo social que ‘se hace’ sobre un sexo determinado naturalizando cualidades y aspectos que se creen vinculados necesariamente a dicho sexo". Para Millett el género es el resultado de una construcción cultural y considera que los factores culturales inciden en una socialización universal que moldea los comportamientos de los hombres y las mujeres.

### Distinción de sexo
En 1945, Madison Bentley definió el género como el "anverso socializado del sexo". El libro de Simone de Beauvoir de 1949, El segundo sexo, ha sido interpretado como el comienzo de la distinción entre sexo y género en la teoría feminista, aunque esta interpretación es cuestionada.
El sexólogo John Money acuñó el término rol de género y fue el primero en usarlo impreso en una revista científica. En un artículo fundamental de 1955 lo definió como "todas aquellas cosas que una persona dice o hace revelar que tiene la condición de niño o hombre, niña o mujer.
El sentido académico moderno de la palabra, en el contexto de los roles sociales de hombres y mujeres, se remonta al menos a 1945, y fue popularizado y desarrollado por el movimiento feminista a partir de la década de 1970 (ver Teoría feminista y estudios de género más abajo). ), que teoriza que la naturaleza humana es esencialmente epicena y las distinciones sociales basadas en el sexo se construyen arbitrariamente. En este contexto, las cuestiones relativas a este proceso teórico de construcción social fueron denominadas cuestiones de género.
El uso popular del género simplemente como una alternativa al sexo (como categoría biológica) también está muy extendido, aunque todavía se intentan preservar la distinción. El American Heritage Dictionary (2000) utiliza las dos oraciones siguientes para ilustrar la diferencia, señalando que la distinción "es útil en principio, pero de ninguna manera se observa ampliamente, y se produce una variación considerable en el uso en todos los niveles".
La eficacia de la medicación parece depender del sexo (no del género) del paciente.
En las sociedades campesinas, es probable que los roles de género (no de sexo) estén más claramente definidos

### Judith Butler

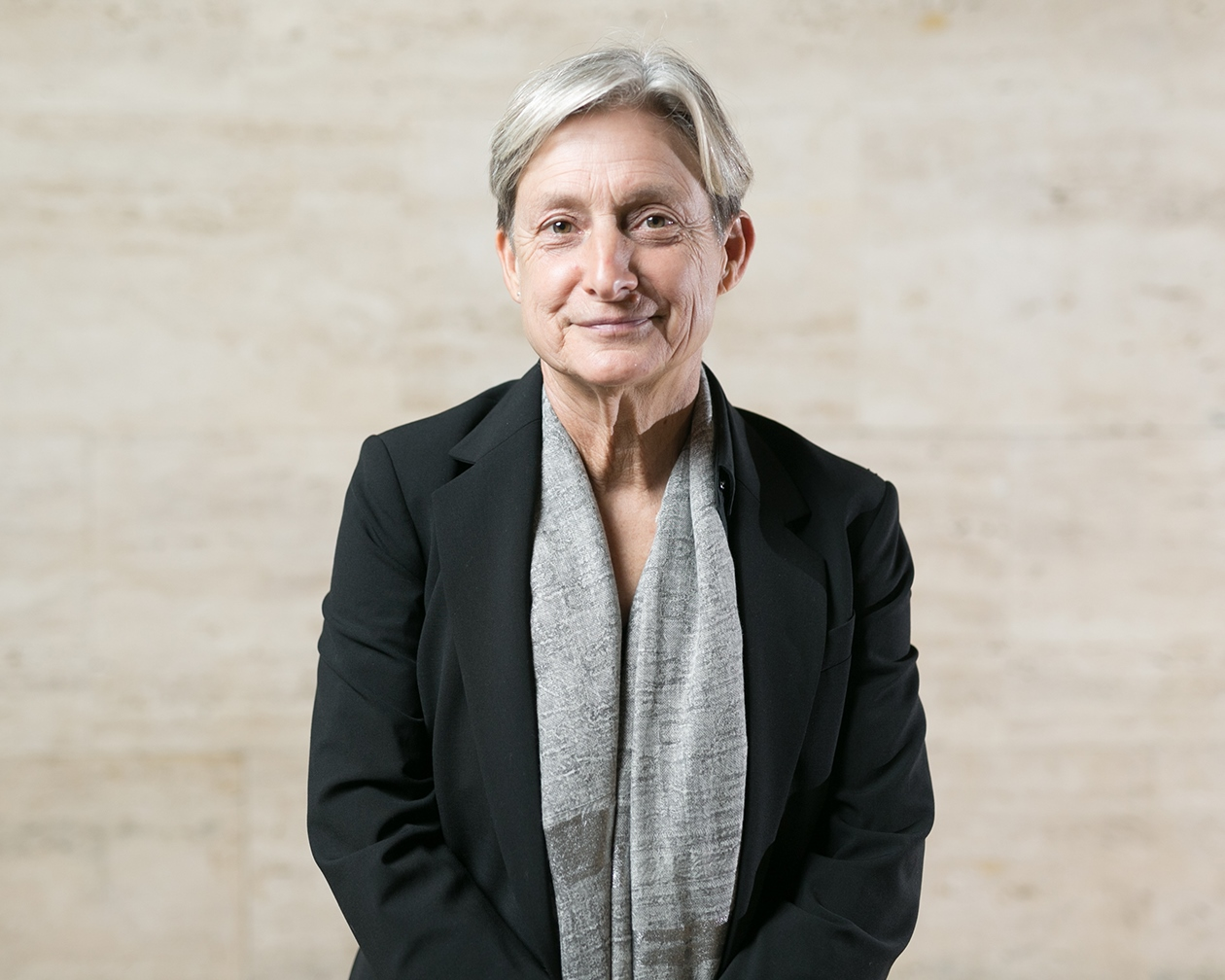
Judit Butler en el CCCB 2018

Judith Butler, al contrario, sostiene que no solo el género es un constructo social, sino también el sexo. Por eso, hacia la década de los 80 se comienza a potenciar la idea del género desvinculado de su base biológica, es decir el sexo. Según Butler el género no es una categoría con un sentido estable y fijo sino que es performativo, es decir, cobra existencia en la medida en que un conjunto de actos lo materializan. De este modo, el género no tiene una esencia ni un estatuto ontológico. Se puede cambiar tanto de sexo como de género. Además, Butler señala que el género no se limita únicamente a dos posibilidades (femenino-masculino) ni tampoco puede ser ordenado en función de una normatividad heterosexual.
Judith Butler publica el libro Género en disputa (1990) donde parte de la base del discurso de que el género es una realidad discursiva sin finalidad normativa y sin base biológica que crea sistemáticamente identidades fluidas o aparentes.

El género es una complejidad cuya totalidad se posterga de manera permanente, nunca aparece completa en una determinada coyuntura en el tiempo. Así, una coalición abierta creará identidades que alternadamente se instauren y se abandonen en función de los objetivos del momento; se tratará de un conjunto abierto que permita múltiples coincidencias y discrepancias sin obediencia a un telos normativo de definición cerrada.

Los aportes de Butler lograron ganar campo hacia el desmontaje del sistema sexo/género. En este sentido, la matriz de inteligibilidad que Butler demarca como heterosexual, determina que un ser humano corresponde siempre a un género, y que dicha pertenencia acontece en virtud de su sexo. Sus ideas dieron origen a la llamada teoría queer, en la cual se sostiene que no solo se puede elegir el género sino también el sexo.